# كوينكو (تشيلي)
كوينكو (بالإسبانية: Coínco) هي بلدية تقع في تشيلي في مقاطعة كاتشبوال. يقدر عدد سكانها بـ 6,709 نسمة ومساحتها 98.2 كم2 وترتفع عن سطح البحر 336 متر.

## أعلام
- بيدرو ريفيرا